# Ioan Vieru (Leichtathlet)
Ioan Lucian Vieru (* 4. Januar 1979) ist ein ehemaliger rumänischer Leichtathlet, der sich auf 400-Meter-Lauf spezialisiert hatte.
Der Sprinter gewann bei den Halleneuropameisterschaften 2002 die Bronzemedaille. Bei den Europameisterschaften 2002, den Hallenweltmeisterschaften 2003 und den Weltmeisterschaften 2003 konnte er nicht das Finale erreichen.
2004 wurde Vieru positiv auf Stanozolol getestet und wegen Dopings für zwei Jahre gesperrt. Nach seiner Sperre nahm er an den Europameisterschaften 2006 und den Weltmeisterschaften 2007 teil, ohne den Endlauf zu erreichen. Bei den Halleneuropameisterschaften 2009 gewann er Bronze.
Seine persönliche Bestzeit lag bei 45,60 Sekunden, die er im Juli 2006 in Longeville-lès-Metz erreichte.